# Cộng hòa Sakha (Yakutia)
Sakha, còn được gọi là Yakutia (tiếng Nga: Якутия, chuyển tự: Yakutiya, IPA: [jɪˈkutʲɪjə]; tiếng Yakut: Саха Сирэ, đã Latinh hoá: Saxa Sire), tên chính thức Cộng hòa Sakha (tiếng Nga: Республика Саха, chuyển tự: Respublika Sakha, IPA: [rʲɪsˈpublʲɪkə sɐˈxa]; tiếng Yakut: Саха Өрөспүүбүлүкэтэ, Saxa Öröspüübülükete, /saˈxa øɾøsˈpyːbylykete/) là một chủ thể liên bang của Nga (một nước Cộng hòa). Nước này có dân số 958.528 (thống kê 2010), chủ yếu gồm người Yakut và người Nga.
Chiếm khoảng một nửa Vùng liên bang Viễn Đông, đây là vùng phân cấp hành chính lớn nhất thế giới với diện tích 3.083.523 kilômét vuông (1.190.555 dặm vuông Anh) và là lãnh thổ lớn thứ tám thế giới, nếu hệ thống chủ thể liên bang của Nga được xem ra so sánh. Nó lớn hơn Argentina và nhỏ hơn Ấn Độ (3.287.590 kilômét vuông (1.269.350 dặm vuông Anh)). Thủ đô là thành phố Yakutsk. Cộng hòa Sakha là một trong mười nước Cộng hòa của các dân tộc Turk thuộc Liên bang Nga. Cộng hòa Sakha được biết đến vì khí hậu khắc nghiệt, với nhiệt độ thấp nhất Bắc bán cầu được ghi nhận tại Verkhoyansk và Oymyakon (nhiệt độ trung bình mùa đông thường xuyên thấp dưới −35 °C (−31 °F) ở nhiều điểm dân cư, gồm cả Yakutsk). Tuy vậy, mùa hè tại đây lại rất ấm.
Sakha là quê hương của những dân tộc săn bắn hái lượm và chăn dắt tuần lộc như người Evenk và người Yukaghir. Di cư từ khu vực xung quanh hồ Baikal, người Yakut lần đầu tiên định cư bên dòng sông Lena vào khoảng những thế kỷ 9 và 16. Sakha trở thành tỉnh Yakutsk của Đế quốc Nga vào đầu thế kỷ 17, và người dân bản địa của vùng này đã nộp cống vật sau khi vùng đất của họ bị xâm chiếm. Trong khi giai đoạn đầu sau cuộc chinh phạt của Nga chứng kiến dân số Sakha giảm 70%, thì thời kỳ Nga hoàng cũng chứng kiến sự bành trướng của nhóm dân tộc Sakha từ trung lưu sông Lena và dọc theo sông Vilyuy. Sakha là nơi diễn ra cuộc chiến cuối cùng trong Nội chiến Nga và tỉnh Yakutsk trở thành CHXHCNXVTT Yakut vào năm 1922. Thời kỳ Xô viết chứng kiến sự di cư của nhiều người dân tộc Nga và Ukraina vào khu vực. Cộng hòa Sakha (Yakutia) hiện đại được thành lập năm 1991 sau khi Liên Xô tan rã.

## Lịch sử

### Thời tiền sử
Siberia, và đặc biệt là Sakha có ý nghĩa cổ sinh vật học, vì nó chứa xác của các động vật thời tiền sử từ Thế Pleistocen, được bảo quản trong băng vĩnh cửu. Vào năm 2015, các thi thể đông cứng của Dina và Uyan, những con sư tử châu Âu đã được tìm thấy. Vùng này cũng là nơi có thi thể của Yuka và một con voi ma mút lông xoăn khác từ Oymyakon, một con tê giác lông mượt từ sông Kolyma, bò rừng và ngựa từ Yukagir. Vào tháng 6 năm 2019, cái đầu bị cắt đứt nhưng vẫn được bảo quản của một con sói lớn từ Thế Pleistocen, có niên đại hơn 40.000 năm trước, đã được tìm thấy gần sông Tykhkhakh.
Văn hóa Ymyakhtakh (khoảng năm 2200–1300 trước Công nguyên) là một nền văn hóa thời kỳ đồ đá mới ở Siberia, với một chân trời khảo cổ rất rộng lớn. Nguồn gốc của nó là ở Sakha, lưu vực sông Lena. Từ đó nó lan rộng cả về phía đông và phía tây.

### Thời trung đại
Người Yakut có thể đã định cư tại khu vực này sớm nhất là vào thế kỷ thứ 9 hoặc muộn nhất là vào thế kỷ 16, mặc dù rất có thể có một vài cuộc di cư. Họ di cư lên phía bắc từ xung quanh hồ Baikal đến trung lưu sông Lena do áp lực của người Buryat. Những ngôn ngữ Siberia nguyên thủy và Tungus hầu hết bị đồng hóa với tiếng Yakut vào thế kỷ 17.

### Người Nga xâm chiếm
Sa quốc Nga bắt đầu cuộc chinh phạt vùng Siberia vào thế kỷ 17, bành trướng về phía đông sau sự thất bại của Hãn quốc Đồ Lan. Thái Kim Đạt Khắc Hán (泰金達克漢), một vị vua của Sakha Khangalassky, đã trao lãnh thổ của mình cho người Nga định cư để đổi lấy một hiệp ước quân sự bao gồm chiến tranh chống lại phiến quân bản địa của tất cả các vùng tại Đông Bắc Á (Magadan, Chukotka, Kamchatka và Sakhalin).
Vào tháng 8 năm 1638, Chính quyền Moscow đã thành lập một đơn vị hành chính mới với trung tâm hành chính Lensky Ostrog, thành phố Yakutsk tương lai, được thành lập bởi Pyotr Beketov vào năm 1632.

Sự xuất hiện của những người định cư Nga tại vùng Russkoye Ustye hẻo lánh ở đồng bằng Indigirka cũng được cho là có từ thế kỷ 17.

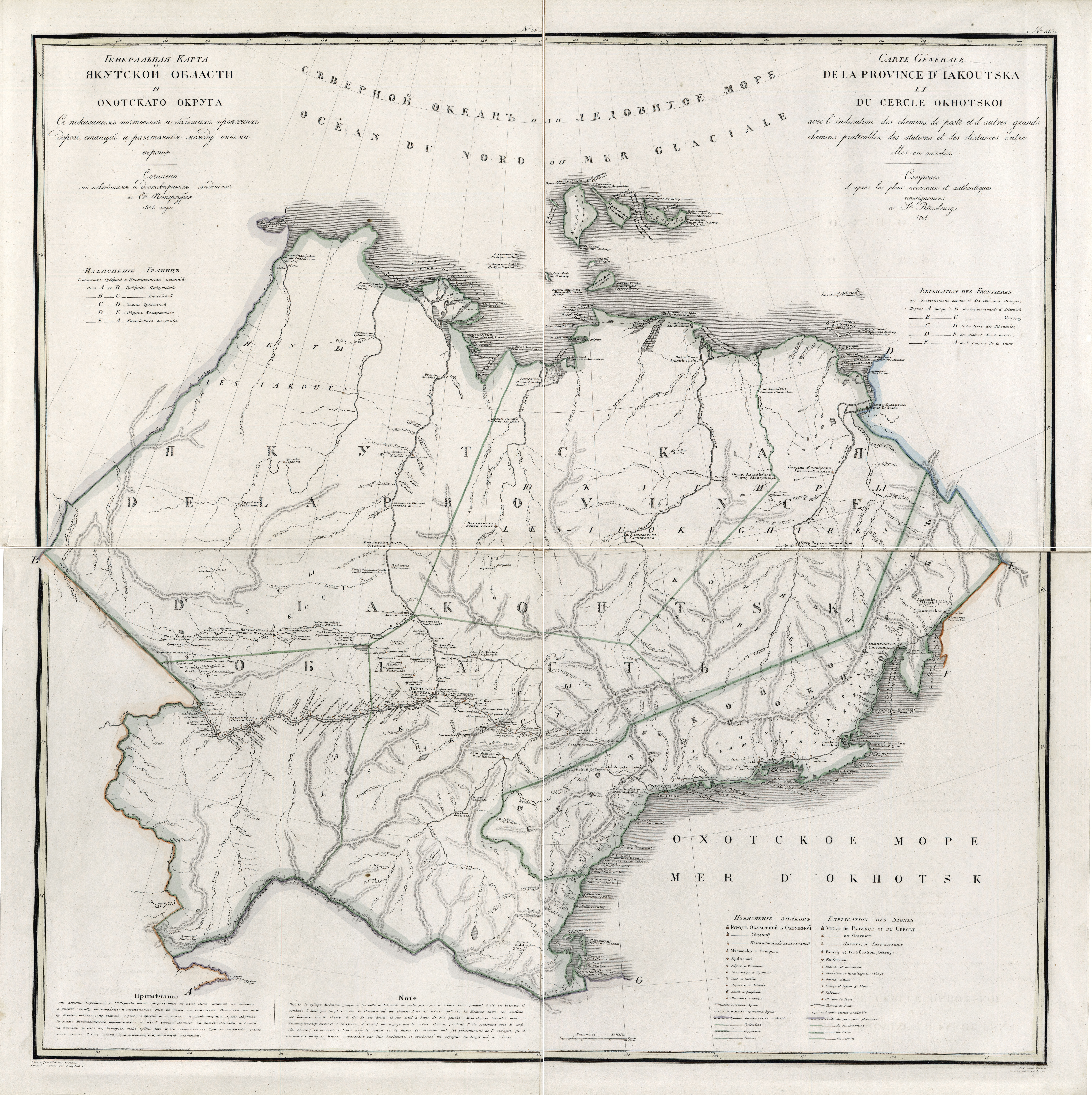
Bản đồ tỉnh Yakutsk năm 1821

Những người định cư Nga bắt đầu thành lập một cộng đồng vào thế kỷ 18, nơi đã áp dụng một số phong tục Sakha nhất định và thường được gọi là Yakutyane (Якутя́не). Tuy nhiên, dòng người định cư sau này đã đồng hóa vào văn hóa Nga truyền thống vào thế kỷ 20.

### Đế quốc Nga
Trong một cải cách hành chính năm 1782, tỉnh Irkutsk đã được thành lập.

Năm 1805, tỉnh Yakutsk được tách khỏi tỉnh Irkutsk. Với sự hình thành của tỉnh Primorskaya vào năm 1856, các vùng lãnh thổ thuộc Thái Bình Dương của Nga đã bị tách khỏi Sakha. 

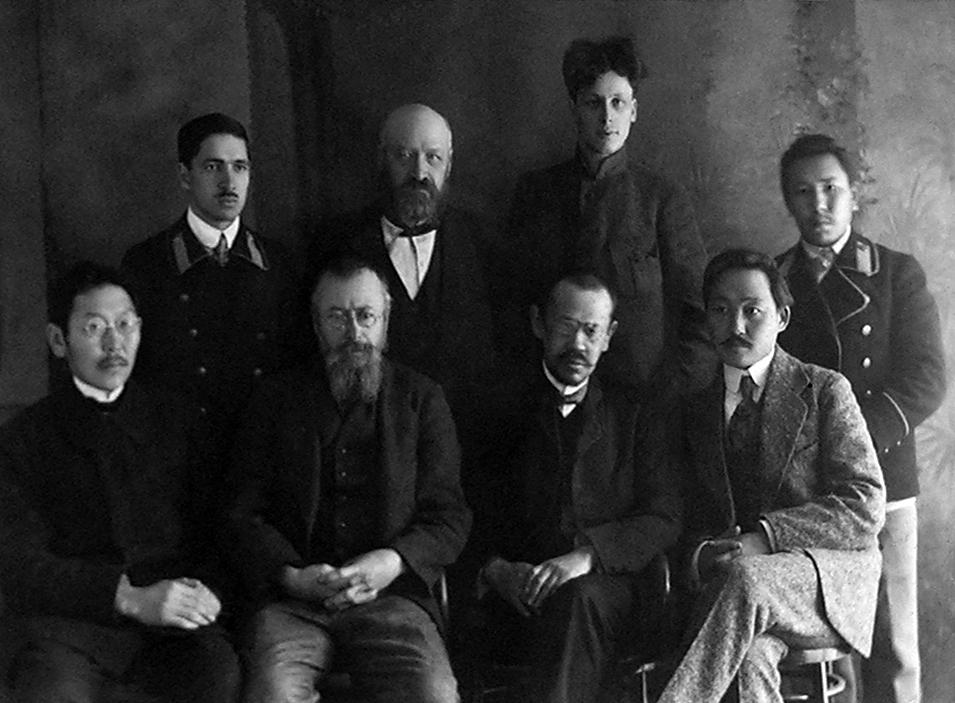
Các thành viên của Duma khu vực Siberia tại Yakutsk, năm 1917.

Người Nga đã sản xuất nông nghiệp tại lưu vực sông Lena. Các thành viên của các nhóm tôn giáo bị lưu đày đến Sakha trong nửa sau của thế kỷ 19 bắt đầu trồng lúa mì, yến mạch và khoai tây. Việc buôn bán lông thú đã thiết lập một nền kinh tế tiền mặt. Công nghiệp và giao thông bắt đầu phát triển vào cuối thế kỷ 19 và đầu thời kỳ Xô Viết. Đây cũng là khởi đầu của khảo sát địa chất, khai thác và sản xuất chì địa phương. Những chiếc tàu chạy bằng hơi nước đầu tiên và xà lan đã đến.
Sự xa xôi cách trở của Sakha, thậm chí so với phần còn lại của Siberia, khiến nó trở thành nơi chính phủ Sa hoàng và Cộng sản Nga lưu đày những người bất đồng chính kiến. Trong số những người nổi tiếng bị giam cầm thời Sa hoàng có nhà văn dân chủ Nikolay Chernyshevsky; nhà cách mạng xã hội chủ nghĩa và nhà văn Vladimir Zenzinov, người đã để lại một bản báo cáo thú vị về những trải nghiệm ở Bắc Cực của mình; và nhà hoạt động xã hội chủ nghĩa Ba Lan Wacław Sieroszewski, người tiên phong trong nghiên cứu dân tộc học về người Sakha. 
Một phong trào dân tộc Sakha lần đầu tiên xuất hiện trong Cách mạng 1905. Một Liên minh Yakut được thành lập dưới sự lãnh đạo của một luật sư Sakha và ủy viên hội đồng thành phố tên là Vasily Nikiforov, người chỉ trích các chính sách và tác động của chủ nghĩa thực dân Nga, và yêu cầu đại diện tại Duma Quốc gia. Liên minh Yakut đã hành động để cho hội đồng thành phố Yakutsk nổi dậy và được hàng ngàn người Sakha từ nông thôn tham gia, nhưng các nhà lãnh đạo đã bị bắt giữ và phong trào nổ ra vào tháng 4 năm 1906.

Quốc kỳ Cộng hòa Xã hội chủ nghĩa Xô viết Tự trị Yakut.

### Thời Xô viết
Sakha là nơi diễn ra giai đoạn cuối của Nội chiến Nga, Cuộc nổi dậy Yakut. Vào ngày 27 tháng 4 năm 1922, tỉnh Yakutsk cũ trở thành Cộng hòa Xã hội chủ nghĩa Xô viết Tự trị Yakut, mặc dù trên thực tế, phần phía đông của lãnh thổ, bao gồm thành phố Yakutsk, đã bị quân Bạch vệ kiểm soát. Sakha đã trải qua quá trình tập thể hóa đáng kể từ năm 1929 đến 1934, với số hộ gia đình trải qua quá trình tập thể hóa tăng từ 3,6% vào năm 1929 lên 41,7% vào năm 1932. Chính sách của Sakha bị ảnh hưởng nặng nề dẫn đến dân số giảm từ 240.500 vào năm 1926 xuống còn 236.700 (Điều tra dân số năm 1959).

### Thời hậu Xô viết
Năm 1992, sau khi Liên Xô sụp đổ, Cộng hòa Sakha (Yakutia) được thành lập. Kể từ năm 2000, nó là một phần hành chính của Vùng liên bang Viễn Đông Nga.

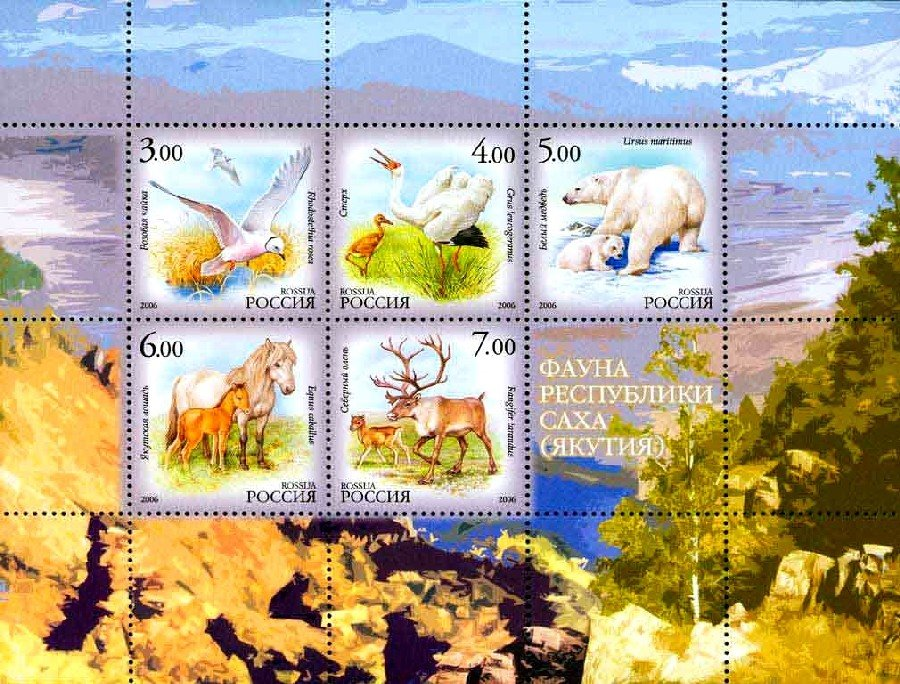
Một con tem Nga 2006 mô tả một số loài động vật tiêu biểu của Cộng hòa Sakha.

## Địa lý
- Biên giới: 
  - Nội địa: Khu tự trị Chukotka (Đ), Tỉnh Magadan (Đ/ĐN), Vùng Khabarovsk (ĐN), Tỉnh Amur (N), Vùng Zabaykalsky (N), Tỉnh Irkutsk (N/TN), Vùng Krasnoyarsk (T).
  - Đường biển: Bắc Băng Dương (gồm Biển Laptev và Biển Đông Siberia) (B).
- Đỉnh cao nhất: Đỉnh Pobeda (3.003 m), Đỉnh Mus-Khaya (2.959 m or 3.011 m)
- Khoảng cách tối đa từ Bắc tới Nam: 2.500 km (1.600 mi)
- Khoảng cách tối đa từ Đông sang Tây: 2.000 km (1.200 mi)

Sakha trải dài từ đảo Henrietta ở xa về phía bắc và giáp với các biển Laptev và Đông Siberi thuộc Bắc Băng Dương. Những vùng nước này là những nơi lạnh nhất và băng giá nhất trong tất cả các biển tại Bắc Bán cầu và bị băng bao phủ trong khoảng từ 9-10 tháng trong năm. Quần đảo Tân Siberi là một phần lãnh thổ của nước Cộng hòa. Sau khi Nuvanut được tách ra khỏi Lãnh thổ Tây Bắc của Canada, Sakha trở thành thực thể dưới quốc gia lớn nhất trên thế giới, với diện tích 3.103.200 km² (1.198.200 mi²), nhỏ hơn một chút so với lãnh thổ Ấn Độ.

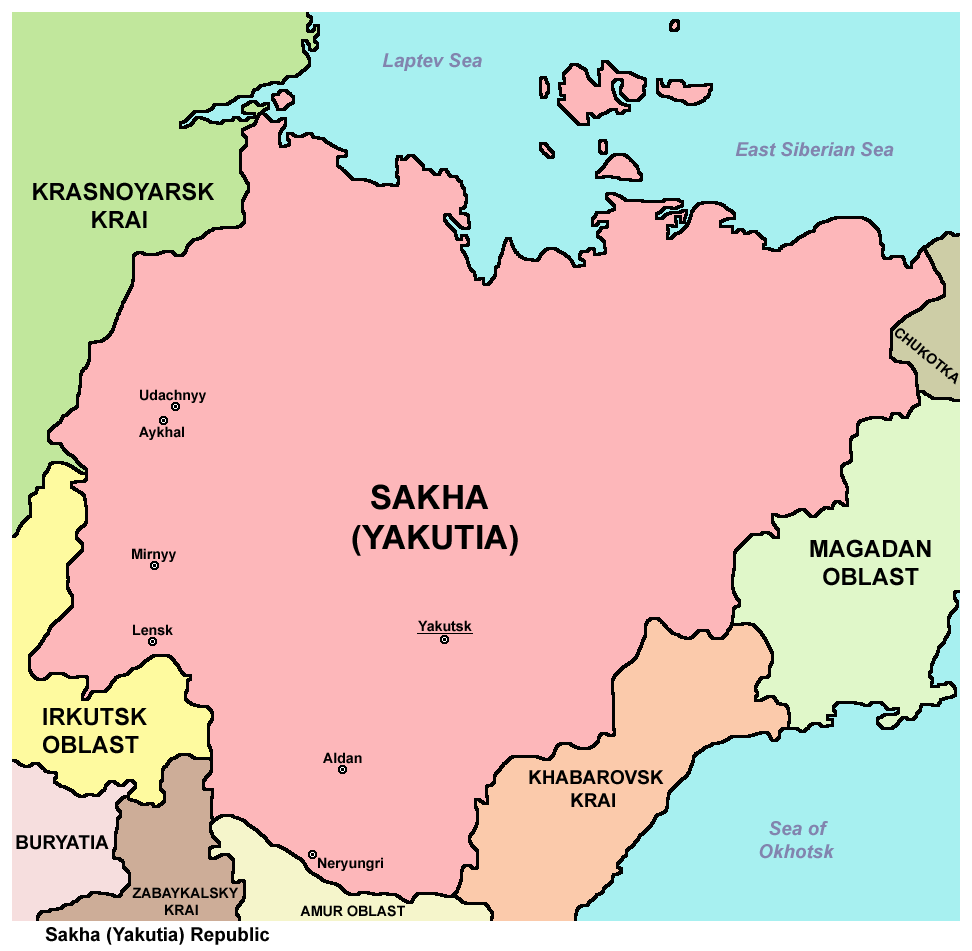
Bản đồ Sakha (Yakutia).

Sakha được phân thành ba vành đai thực vật lớn. Khoảng 40% Sakha năm trên Vòng cực bắc và tất cả chúng bị tầng đất đóng băng vĩnh cứu bao phủ, điều này ảnh hưởng rất lớn tới sinh thái của vùng, ngoài ra có các khu rừng hạn chế ở vùng phía nam. Lãnh nguyên Bắc cực và cận Bắc cực nằm ở khu vực trung tâm, tại đây địa y và rêu phát triển thành các tấm thảm xanh và là loại thức ăn cho tuần lộc. Ở phía nam của vãnh đai lãnh nguyên, có lác đác các cây thông và thông rụng lá Siberia lùn được trồng dọc theo các sông. Bên dưới lãnh nguyên là các vùng rừng taiga rộng lớn. Các cây thông rụng lá thống trị ở phía bắc và linh sam và thông bắt đầu xuất hiện ở phía nam. Rừng taiga chiếm khoảng 47% diện tích của Sakha và trong đó có 90% là rừng thông rụng lá.
Trong những năm gần đây, sự nóng lên toàn cầu đã gây ra sự tan chảy của lớp băng dày trước đây. Hàng ngàn ngôi nhà có nguy cơ sụp đổ trong bùn vào mùa hè, trong khi các ngôi làng phía bắc bị ngập lụt.

### Các múi giờ
Cộng hòa Sakha là chủ thể liên bang duy nhất của Nga sử dụng nhiều hơn một múi giờ. Sakha có ba múi giờ (không có Quy ước giờ mùa hè).
1. Múi giờ Yakutsk (YAKT, UTC+9). Bao phủ lãnh thổ của nước Cộng hòa ở phía tây sông Lena cũng như địa bàn các huyện nằm ở hai bên sông Lena.
2. Múi giờ Vladivostok (VLAT, UTC+10). Bao phủ các huyện: Oymyakonsky, Ust-Yansky, Verkhoyansky.[26]
3. Múi giờ Magadan (SRET, UTC+11). Bao phủ các huyện: Abyysky, Allaikhovsky, Momsky, Nizhnekolymsky, Srednekolymsky, Verkhnekolymsky.

### Sông

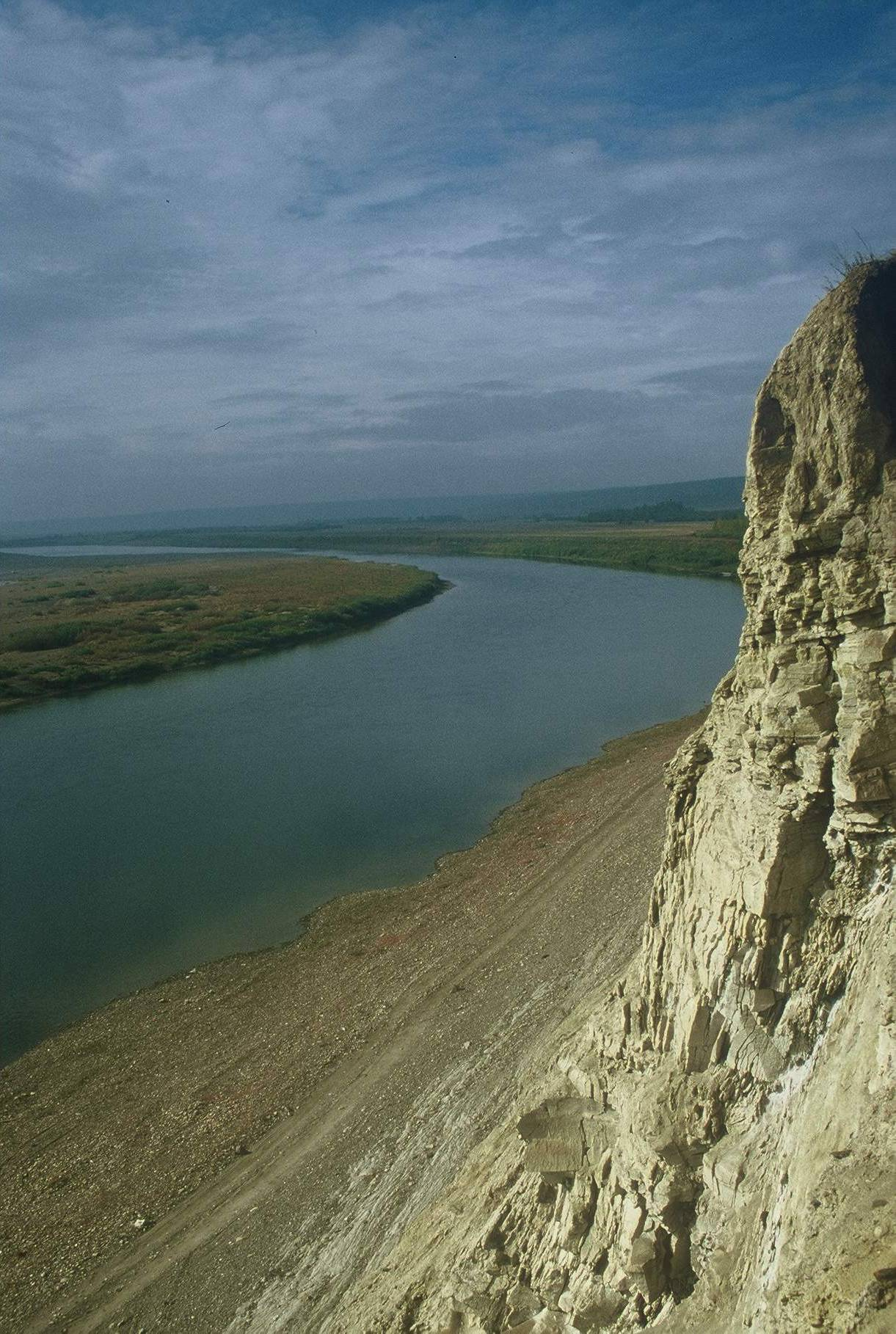
Sông Amga

Sông Lena (4.310 km), chảy theo hướng bắc, bao gồm nhiều nhánh sông nhỏ nằm ở Dãy núi Verkhoyansk. Các con sông lớn bao gồm:
- Sông Vilyuy (2.650 km) nhánh sông Lena
- Sông Olenyok (2.292 km)
- Sông Aldan (2.273 km) nhánh sông Lena
- Sông Kolyma (2.129 km)
- Sông Indigirka (1.726 km)
- Sông Alazeya (1.590 km)
- Sông Amga (1.462 km) nhánh sông Aldan
- Sông Olyokma (1.320 km) nhánh sông Lena
- Sông Markha (1.181 km) nhánh sông Vilyuy
- Sông Tyung (1.092 km) nhánh sông Vilyuy
- Sông Maya (1.053 km) nhánh sông Aldan
- Sông Anabar (939 km)
- Sông Yana (872 km)
- Sông Morkoka (812 km) nhánh sông Markha
- Sông Uchur (812 km) Aldan River tributary
- Sông Linde (804 km) nhánh sông Lena
- Sông Nyuya (798 km) nhánh sông Lena
- Sông Selennyakh (796 km) nhánh sông Indigirka

### Hồ
Nước Cộng hòa có hơn 800.000 hồ. Những hồ lớn nhất là:
- Hồ Mogotoyevo
- Hồ Nedzheli
- Hồ Nerpichye
- Hồ chứa nước Vilyuyskoye

### Núi

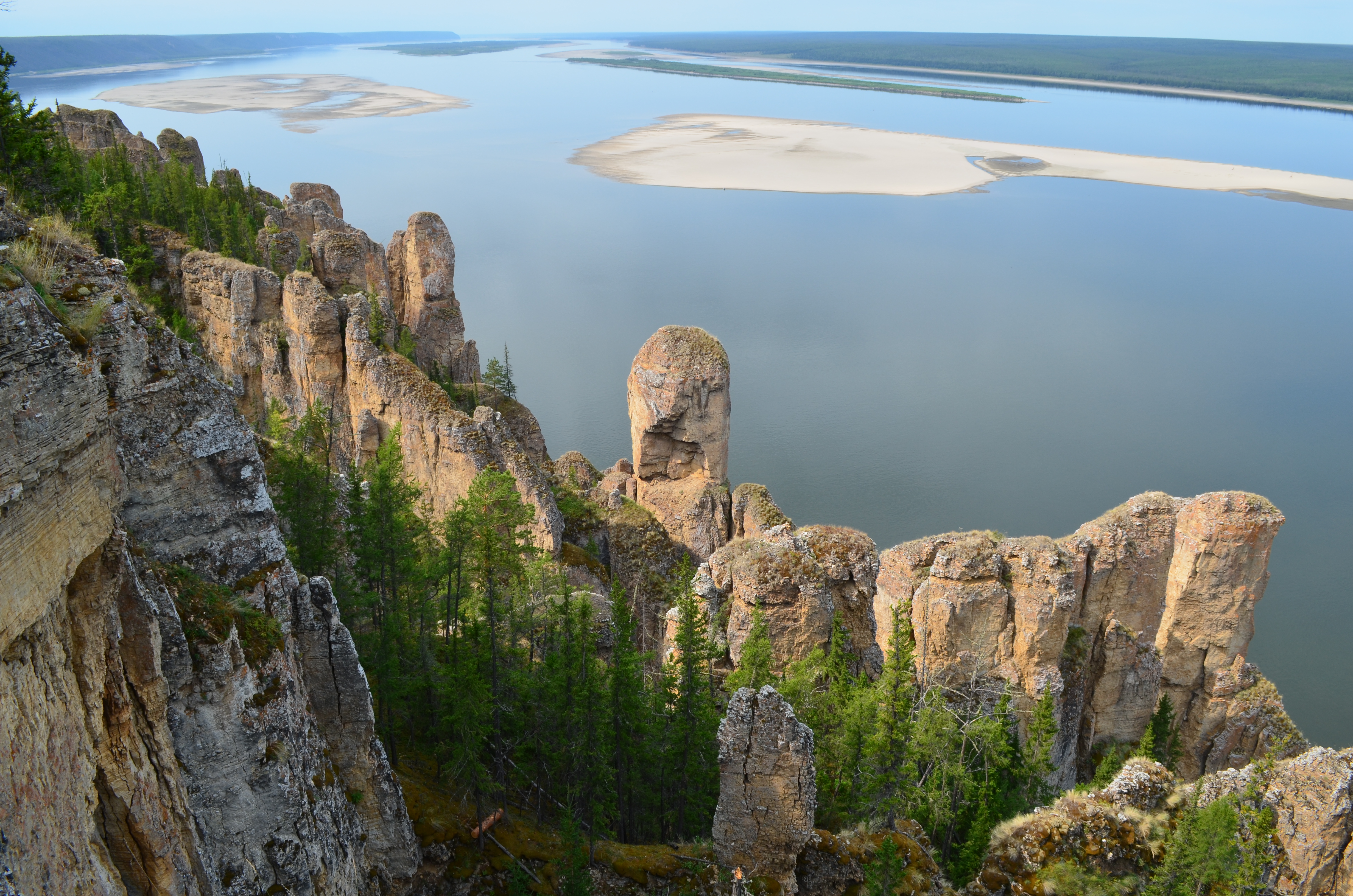
Công viên cột thiên nhiên Lena.

Dãy núi lớn nhất của Sakha, dãy Verkhoyansk, chạy song song và phía đông sông Lena, tạo thành một vòng cung lớn bắt đầu từ biển Okhotsk và kết thúc ở biển Laptev. Dãy núi này có nhiều dãy phụ.
Dãy Chersky nằm ở phía động của dãy Verkhoyansk và có đỉnh cao nhất ở Sakha, Đỉnh Pobeda (3.147 m). Đỉnh cao thứ hai là Đỉnh Mus-Khaya đạt 3.011 m.
Dãy Stanovoy giáp với Sakha ở phía nam.

### Bán đảo
Đường bờ biển rộng lớn của nước Cộng hòa bao gồm một số bán đảo; nổi bật nhất (theo thứ tự từ tây sang đông) là:

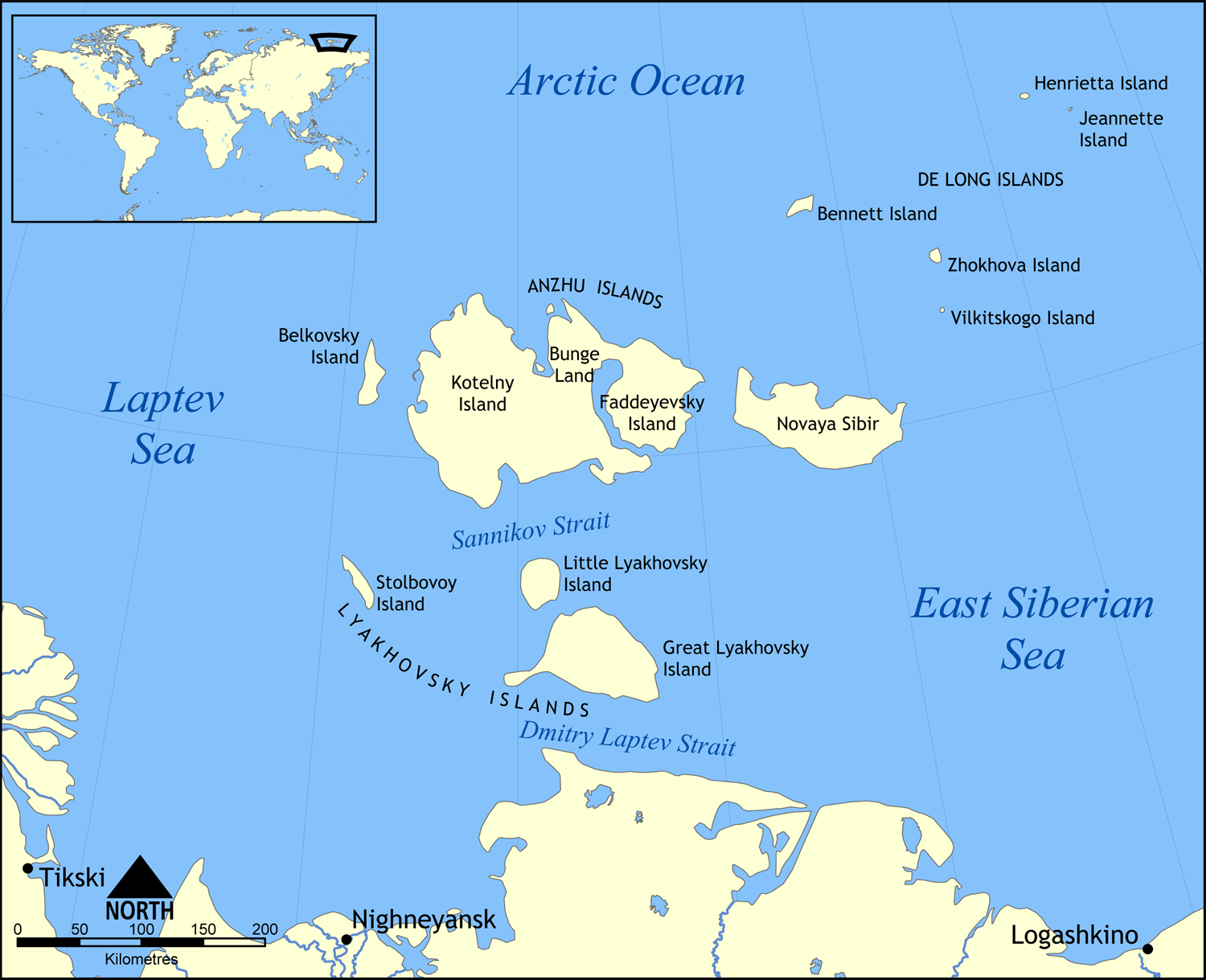
Quần đảo Tân Siberia.

- Bán đảo Uryung-Tumus
- Bán đảo Nordvik
- Bán đảo Terpyay-Tumsa
- Bán đảo Bykovsky[29]
- Bán đảo Buor-Khaya
- Bán đảo Manyko
- Bán đảo Shirokostan
- Bán đảo Merkushina Strelka
- Bán đảo Lopatka

### Đảo
Từ tây sang đông các đảo và quần đảo lớn của Sakha là:
- Đảo Preobrazheniya
- Đảo Bolshoy Begichev
- Đảo Maliy Begichev
- Đảo Peschany
- Đảo Salkay
- Orto Ary
- Daldalakh
- Đảo Dyangylakh
- Quần đảo Dunay
- Đảo Leykina
- Đảo Brusneva
- Đảo Muostakh
- Đảo Ulakhan Ary
- Đảo Yarok
- Quần đảo Shelonsky
- Đảo Makar
- Đảo Stolbovoy
- Quần đảo Tân Siberia, bao gồm hòn đảo lớn nhất Sakha[30]
- Quần đảo De Long
- Quần đảo Medvezhyi
- Đảo Kolesovsky
- Kolesovskaya Otmel
- Đảo Gabyshevskiy
- Đảo Kamenka

### Khí hậu
Sakha được biết đến với khí hậu khắc nghiệt, trong đó Dãy núi Verkhoyansk là vùng lạnh nhất ở bắc bán cầu. Cực giá lạnh ở Bắc bán cầu nằm ở Verkhoyansk, nơi đây nhiệt độ xuống tới mức −67.8 °C (−90 °F) năm 1892 và tại Oymyakon, nơi nhiệt độ từng xuống đến −67.7 °C (−89.9 °F) năm 1933.
- Nhiệt độ trung bình tháng Một: −28 °C (−18,4 °F) (bờ biển) tới −47 °C (−52,6 °F) (Cực giá lạnh).
- Nhiệt độ trung bình tháng tháng Bảy: +2 °C (35,6 °F) (bờ biển) tới +19 °C (66,2 °F) (vùng trung tâm).
- Lượng mưa trung bình: 200 mm (vùng trung tâm) tới 700 mm (những ngọn núi ở vùng Đông Sakha).

| Địa điểm    | tháng 1 (°C) | tháng 7 (°C) |
| ----------- | ------------ | ------------ |
| Aldan       | −21,9/−30,6  | 22,6/10,9    |
| Neryungri   | −26,8/-33,9  | 21,8/10,9    |
| Olyokminsk  | −26,2/−34,6  | 24,9/12      |
| Oymyakon    | −42,5/−50    | 22,7/6,1     |
| Verkhoyansk | −42,4/−48,3  | 23,5/9,7     |
| Yakutsk     | −35,1/−41,5  | 25,5/12,7    |
| Saskylakh   | −29,2/−36,7  | 16,8/7,7     |
| Tiksi       | −26,7/−33,8  | 12,1/3,9     |

### Tài nguyên
Sakha có nguồn tài nguyên phong phú. Ở đây có nguồn dự trữ lớn các tài nguyên như dầu, chất khí, than, kim cương, vàng, bạc, thiếc, wolfram và nhiều tài nguyên khác. 99% kimcương của Nga và 25% kim cương của thế giới được khai thác ở Sakha.

## Hành chính

Hành chính Cộng hoà Sakha

- Abyysky
- Aldansky
- Allaikhovsky
- Amginsky
- Anabarsky
- Bulunsky
- Churapchinsky
- Eveno-Bytantaysky
- Gorny
- Khangalassky
- Kobyaysky
- Lensky
- Megino-Kangalassky
- Mirninsky
- Momsky
- Namsky
- Neryungrinsky
- Nizhnekolymsky
- Nyurbinsky
- Olenyoksky
- Olyokminsky
- Oymyakonsky
- Srednekolymsky
- Suntarsky
- Tattinsky
- Tomponsky
- Ust-Aldansky
- Ust-Maysky
- Ust-Yansky
- Verkhnekolymsky
- Verkhnevilyuysky
- Verkhoyansky
- Vilyuysky
- Zhigansky
- Yakutsk

## Giao thông
Giao thông đường thủy chiếm ưu thế tại Sakha. Ở nước Cộng hòa có sáu cảng sông, hai cảng biển (Tiksi và Zelyony Mys). Sakha có bốn công ty vận chuyển tàu thuyền hoạt động. Tuyến đường thủy chính của nước Cộng hòa là sông Lena, kết nối Yakutsk với ga xe lửa Ust-Kut ở tỉnh Irkutsk.
Giao thông đường không là quan trọng đối với việc vận chuyển hành khách. Các tuyến bay kết nối Sakha với hầu hết các khu vực khác của nước Nga. Sân bay Yakutsk là nơi đón khách quốc tế đến nước Cộng hòa.
Có hai tuyến đường liên bang đi qua Sakha: Yakutsk-Bolshoy Never và Yakutsk-Magadan. Tuy nhiên, do có tầng đất đóng băng vĩnh cửu, việc sử dụng nhựa đường là không thực tế, bởi vậy các tuyến đường làm bằng đất sét. Khi có các trận mưa lớn đổ xuống khu vực, đường sẽ bị biến thành bãi bùn, đôi khi sẽ cản trở việc đi lại của hành khách.
Tuyến đường sắt Berkakit-Tommot hiện vẫn đang hoạt động. Tuyến đường kết nối Tuyến chính Baikal Amur với các trung tâm công nghiệp tại miền nam Sakha.

## Nhân khẩu

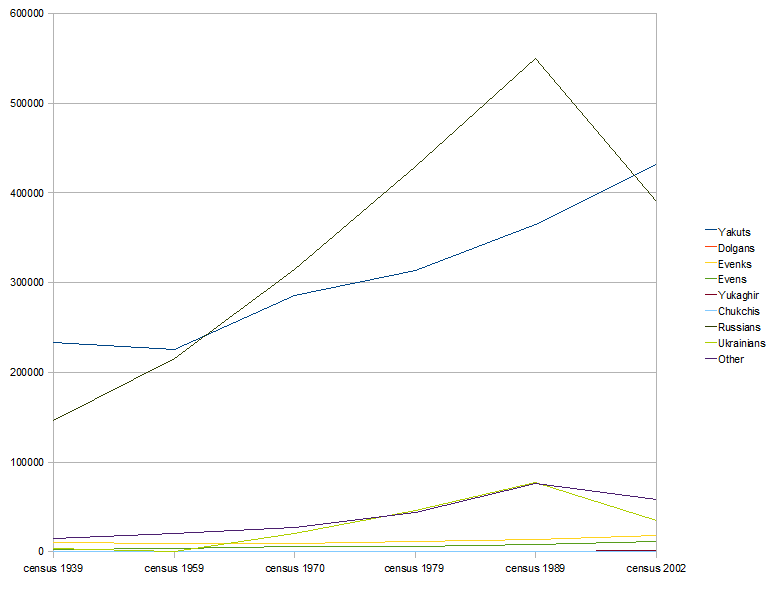
Biến động về dân số, 1939–2002

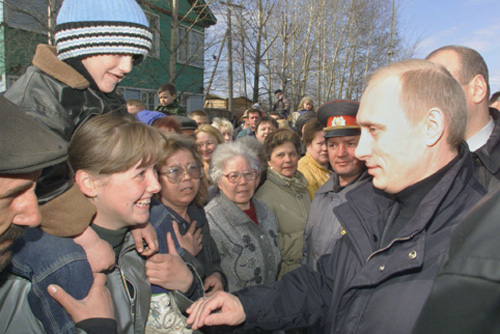
Tổng thống Nga Vladimir Putin gặp gỡ các cư dân tại Lensk.

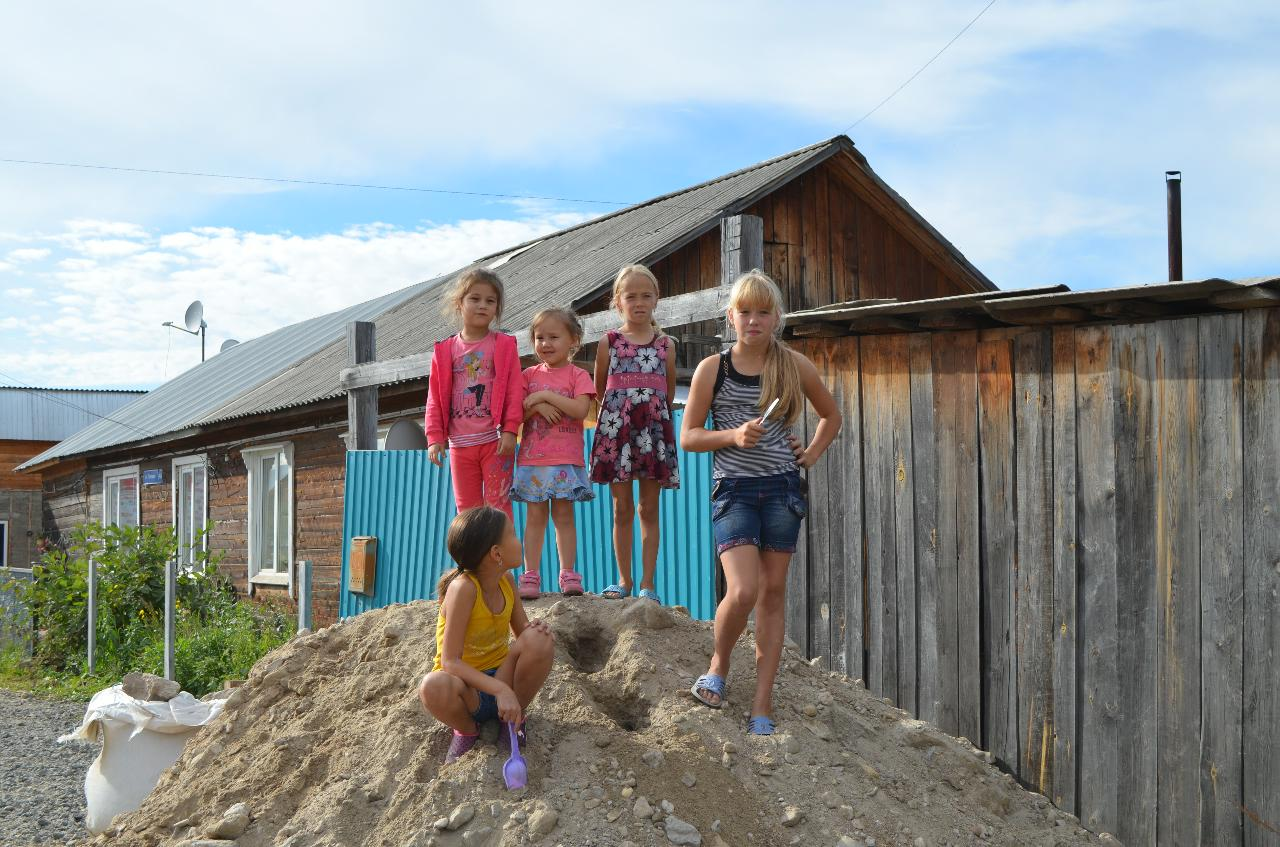
Vitim, Cộng hòa Sakha.

Dân số958,528 (Điều tra dân số 2010); 949,280 (Điều tra dân số 2002); 1,081,408 (Điều tra dân số năm 1989).

### Thống kê dân số
Nguồn: Cục Thống kê Nhà nước Liên bang Nga
|      | Dân số trung bình (x 1000) | Sinh   | Tử     | Biến động tự nhiên | Tỷ lệ sinh (trên 1000) | Tỷ lệ tử (trên 1000) | Biến động tự nhiên (trên 1000) |
| ---- | -------------------------- | ------ | ------ | ------------------ | ---------------------- | -------------------- | ------------------------------ |
| 1970 | 674                        | 13.899 | 5.700  | 8.199              | 20,6                   | 8,5                  | 12,2                           |
| 1975 | 775                        | 15.636 | 6.242  | 9.394              | 20,2                   | 8,1                  | 12,1                           |
| 1980 | 887                        | 18.132 | 7.501  | 10.631             | 20,4                   | 8,5                  | 12,0                           |
| 1985 | 1.002                      | 22.823 | 7.266  | 15.557             | 22,8                   | 7,3                  | 15,5                           |
| 1990 | 1.115                      | 21.662 | 7.470  | 14.192             | 19,4                   | 6,7                  | 12,7                           |
| 1991 | 1.110                      | 19.805 | 7.565  | 12.240             | 17,8                   | 6,8                  | 11,0                           |
| 1992 | 1.090                      | 17.796 | 8.710  | 9.086              | 16,3                   | 8,0                  | 8,3                            |
| 1993 | 1.072                      | 16.771 | 9.419  | 7.352              | 15,6                   | 8,8                  | 6,9                            |
| 1994 | 1.051                      | 16.434 | 10.371 | 6.063              | 15,6                   | 9,9                  | 5,8                            |
| 1995 | 1.029                      | 15.731 | 10.079 | 5.652              | 15,3                   | 9,8                  | 5,5                            |
| 1996 | 1.015                      | 14.584 | 9.638  | 4.946              | 14,4                   | 9,5                  | 4,9                            |
| 1997 | 1.003                      | 13.909 | 9.094  | 4.815              | 13,9                   | 9,1                  | 4,8                            |
| 1998 | 986                        | 13.640 | 8.856  | 4.784              | 13,8                   | 9,0                  | 4,9                            |
| 1999 | 970                        | 12.724 | 9.480  | 3.244              | 13,1                   | 9,8                  | 3,3                            |
| 2000 | 960                        | 13.147 | 9.325  | 3.822              | 13,7                   | 9,7                  | 4,0                            |
| 2001 | 954                        | 13.262 | 9.738  | 3.524              | 13,9                   | 10,2                 | 3,7                            |
| 2002 | 950                        | 13.887 | 9.700  | 4.187              | 14,6                   | 10,2                 | 4,4                            |
| 2003 | 949                        | 14.224 | 9.660  | 4.564              | 15,0                   | 10,2                 | 4,8                            |
| 2004 | 950                        | 14.716 | 9.692  | 5.024              | 15,5                   | 10,2                 | 5,3                            |
| 2005 | 950                        | 13.591 | 9.696  | 3.895              | 14,3                   | 10,2                 | 4,1                            |
| 2006 | 950                        | 13.713 | 9.245  | 4.468              | 14,4                   | 9,7                  | 4,7                            |
| 2007 | 951                        | 15.268 | 9.179  | 6.089              | 16,1                   | 9,7                  | 6,4                            |
| 2008 | 953                        | 15.363 | 9.579  | 5.784              | 16,1                   | 10,1                 | 6,1                            |
| 2009 | 955                        | 15.970 | 9.353  | 6.617              | 16,7                   | 9,8                  | 6,9                            |
| 2010 | 957                        | 16.109 | 9.402  | 6.707              | 16,8                   | 9,8                  | 7,0                            |

### Dân tộc
Theo điều tra năm 2010, thành phần dân tộc của nước Cộng hòa là:
- 466.492 người Yakut (49,9%)
- 353.649 người Nga (37,8%)
- 20.341 người Ukraina (2,2%)
- 21.080 người Evenk (2,2%)
- 15.071 người Even (1,6%)
- 8.122 người Tatar (0,9%)

| Dân tộc | 1926     | 1926  | 1939     | 1939  | 1959     | 1959  | 1970     | 1970  | 1979     | 1979  | 1989     | 1989  | 2002     | 2002  | 2010 1   | 2010 1 |
| Dân tộc | Số lượng | %     | Số lượng | %     | Số lượng | %     | Số lượng | %     | Số lượng | %     | Số lượng | %     | Số lượng | %     | Số lượng | %      |
| --- | -------- | ----- | -------- | ----- | -------- | ----- | -------- | ----- | -------- | ----- | -------- | ----- | -------- | ----- | -------- | ------ |
| người Yakut | 235.926  | 81,6% | 233.273  | 56,5% | 226.053  | 46,4% | 285.749  | 43,0% | 313.917  | 36,9% | 365.236  | 33,4% | 432.290  | 45,5% | 466.492  | 49,9%  |
| người Dolgan | 0        | 0,0%  | 233.273  | 56,5% | 226.053  | 46,4% | 10       | 0,0%  | 64       | 0,0%  | 408      | 0,0%  | 1.272    | 0,1%  | 1.906    | 0,2%   |
| người Evenk | 13.502   | 4,7%  | 10.432   | 2,5%  | 9.505    | 2,0%  | 9.097    | 1,4%  | 11.584   | 1,4%  | 14.428   | 1,3%  | 18.232   | 1,9%  | 21.008   | 2,2%   |
| người Even | 738      | 0,3%  | 3.133    | 0,8%  | 3.537    | 0,7%  | 6.471    | 1,0%  | 5.763    | 0,7%  | 8.668    | 0,8%  | 11.657   | 1,2%  | 15.071   | 1,6%   |
| người Yukaghir | 396      | 0,1%  | 267      | 0,1%  | 285      | 0,1%  | 400      | 0,1%  | 526      | 0,1%  | 697      | 0,1%  | 1,097    | 0,1%  | 1,281    | 0,1%   |
| người Chukchi | 1298     | 0,4   | 400      | 0,1%  | 325      | 0,1%  | 387      | 0,1%  | 377      | 0,0%  | 473      | 0,0%  | 602      | 0,1%  | 670      | 0,1%   |
| người Nga | 30.156   | 10,4% | 146.741  | 35,5% | 215.328  | 44,2% | 314.308  | 47,3% | 429.588  | 50,4% | 550.263  | 50,3% | 390.671  | 41,2% | 353.649  | 37,8%  |
| người Ukraina | 138      | 0,0%  | 4.229    | 1,0%  | 12.182   | 2,5%  | 20.253   | 3,0%  | 46.326   | 5,4%  | 77.114   | 7,0%  | 34.633   | 3,6%  | 20.341   | 2,2%   |
| người Tatar | 1.671    | 0,6%  | 4.420    | 1,1%  | 5.172    | 1,1%  | 7.678    | 1,2%  | 10.976   | 1,3%  | 17.478   | 1,6%  | 10.768   | 1,1%  | 8.122    | 0,9%   |
| Khác | 5.260    | 1,8%  | 10.303   | 2,5%  | 14.956   | 3,1%  | 19.770   | 3,0%  | 32.719   | 3,8%  | 59.300   | 5,4%  | 48.058   | 5,1%  | 46.124   | 4,9%   |
| 1 23.864 người không tự nhận dân tộc. Người ta ước tính tỷ lệ dân tộc của những người này tương đương với những người tự tuyên bố. |          |       |          |       |          |       |          |       |          |       |          |       |          |       |          |        |

## Tôn giáo
Trước khi rơi vào tay đế quốc Nga, phần lớn cư dân tại địa phương theo đức tin Tengri giáo (những người nói tiếng Turk có nguồn gốc từ Trung Á) hay Shaman giáo (những người Cổ châu Á bản địa) với các shaman "sáng" (lãnh đạo cộng đồng) và "tối" (chữa bệnh bằng các yếu tố tâm linh). Dưới sự kiểm soát của người Nga, người dân địa phương đã cải sang Chính Thống giáo Nga và nhận tên gọi Kitô giáo Chính Thống, song trên thực tế hầu hết cư dân vẫn theo các tôn giáo truyền thống. Dưới thời Xô viết, hầu hết hay tất cả các shaman đã qua đời mà không có người kế tục.
Hiện nay, trong khi Kitô giáo Chính Thống vẫn được ủng hộ, vẫn có các mối quan tâm và hoạt động theo hướng khôi phục lại các tôn giáo truyền thống. Năm 2008, lãnh đạo Chính Thống giáo đã mô tả thế giới quan của người dân bản địa tại nước Cộng hòa là "dvoyeverie" (hệ thống tín ngưỡng kép) hay một khuy hướng hướng đến thuyết hổ lốn, do trong các sự kiện chuyển tiếp trong cuộc đời, các cư dân bản địa đôi khi mời các shaman trước, sau đó một linh mục Chính Thống giáo tiến hành nghi lễ.
Theo trung tâm Thông tin Tổng thống Cộng hòa Sakha (Информационный центр при Президенте РС(Я)), nhân khẩu học tại nước Cộng hòa như sau:
- Chính Thống giáo: 44,9%
- Shaman giáo: 26,2%
- Không tôn giáo: 23,0%
- Phong trào Tân Giáo: 2,4%
- Hồi giáo: 1,2%
- Phật giáo: 1,0%
- Tin Lành: 0,9%
- Công giáo: 0,4%

## Chính trị

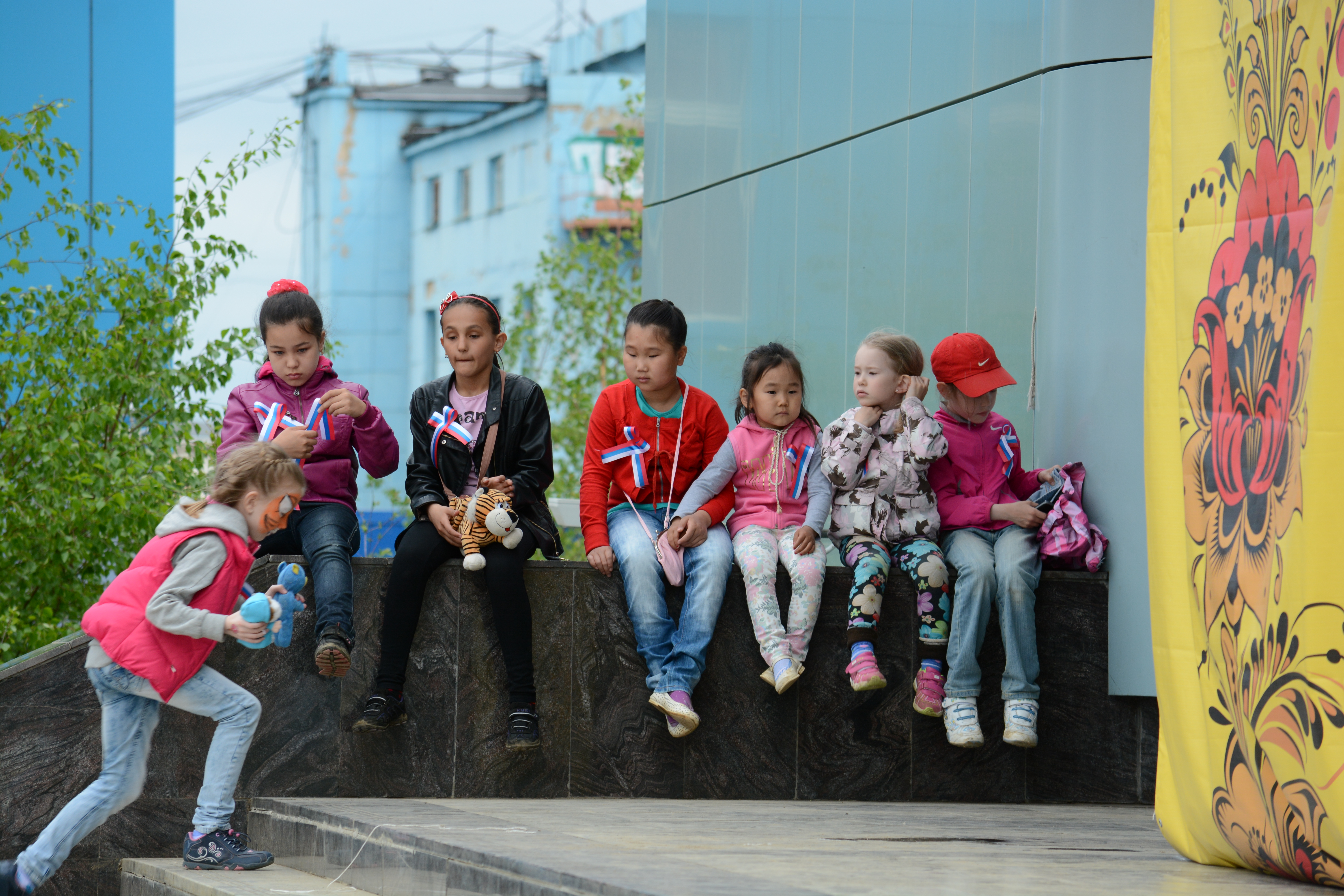
Kỷ niệm Ngày nước Nga tại Mirny, Cộng hòa Sakha.

Người đứng đầu Yakutia là Nguyên thủ (trước đây là Tổng thống). Nguyên thủ đầu tiên của Cộng hòa Sakha là Mikhail Yefimovich Nikolayev. Nguyên thủ hiện tại là Aysen Nikolayev, từ ngày 28 tháng 5 năm 2018. Cơ quan lập pháp tối cao của cơ quan nhà nước ở Sakha là một Hội đồng được gọi là Il Tumen. Chính phủ Cộng hòa Sakha (Yakutia) là cơ quan hành pháp của cơ quan nhà nước. Cộng hòa thúc đẩy mối quan hệ chặt chẽ về văn hóa, chính trị, kinh tế và công nghiệp với các quốc gia Turk có chủ quyền.

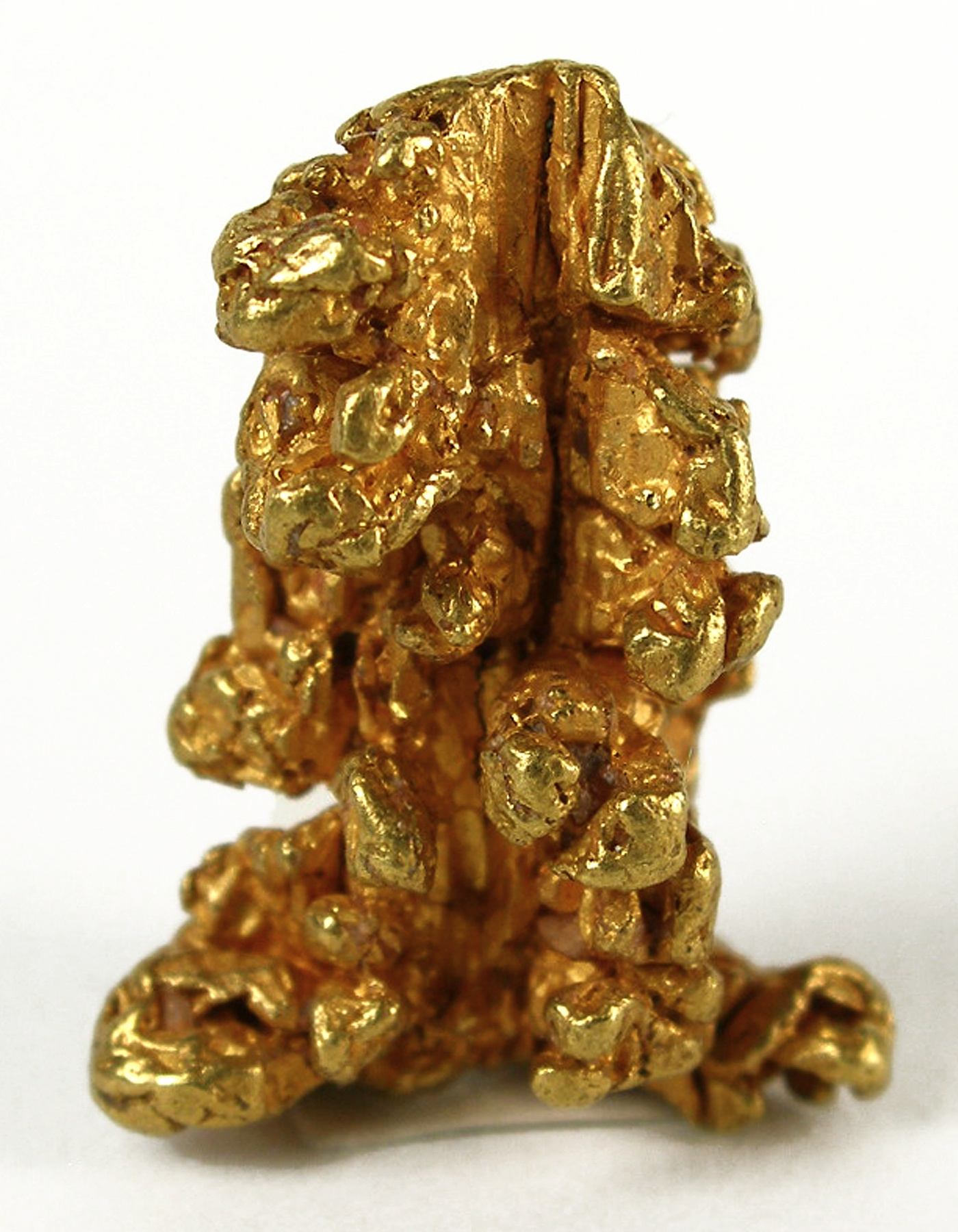
Một miếng vàng nặng 6 g tại châu thổ sông Lena, Sakha.

## Kinh tế
Công nghiệp đóng góp trên 50% tổng sản phẩm quốc nội của Sakha, chủ yếu dựa vào khai thác khoáng sản. Các hoạt động kinh doanh tập trung chủ yếu tại thủ đô Yakutsk, cũng như ở Aldan, Mirny, Neryungri, Pokrovsk và Udachny. Các ngành khai khoáng kim cương, vàng và thiếc là trung tâm trong nền kinh tế. Quặng Uranium cũng đã bắt đầu được khai thác Người Sakha nói tiếng Turk tham gia vào các hoạt động chính trị, chính quyền, tài chính, kinh tế và chăn nuôi gia súc. Còn người bản địa Cổ châu Á thì chủ yếu là thợ săn, người đánh cá và chăn nuôi tuần lộc. Tính đến năm 2008, Cộng hòa Sakha là chủ thể liên bang phát triển thứ 19 của Nga.
Các công ty lớn nhất trong vùng là Alrosa, Yakutugol, Yakutskenergo, Yakutia Airlines.

## Giáo dục
Các cơ sở quan trọng nhất của giáo dục đại học tại đây bao gồm Đại học Liên bang Đông Bắc (trước đây là Đại học quốc gia Yakutsk) và Học viện Nông nghiệp Nhà nước Yakutsk.

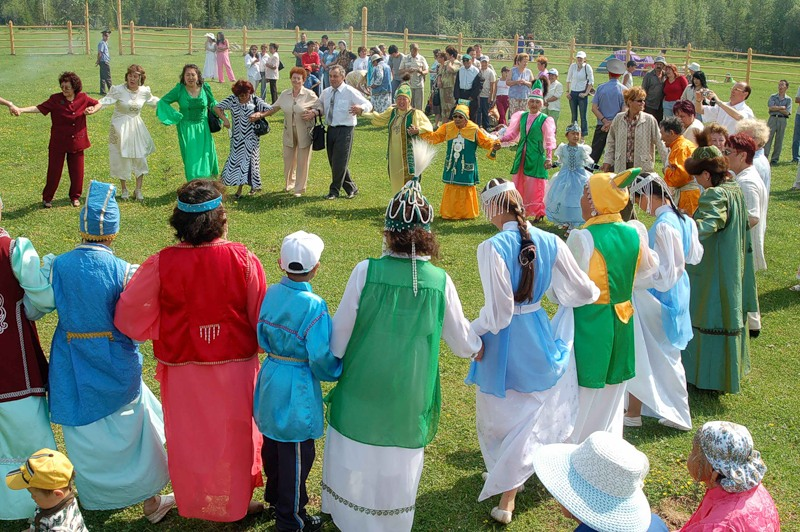
Người Yakut nhảy múa với trang phục truyền thống

## Văn hóa
Yakutia có nhiều nhà hát như Nhà hát kịch nhà nước Nga mang tên A. S. Pushkin; Nhà hát Sakha mang tên P. A. Oyunsky; Nhà hát Opera và Ba lê Học thuật Nhà nước mang tên D. K. Sivtsev.
Cũng có một số bảo tàng ở vùng này. Chúng bao gồm Bảo tàng Mỹ thuật Quốc gia Sakha, Bảo tàng Truyền thuyết và Lịch sử Địa phương mang tên E. Yaroslavsky, và Bảo tàng Khomus và Bảo tàng Permafrost.
Ngành công nghiệp điện ảnh địa phương có biệt danh "Sakhawood".

## Ngày lễ
- 27 tháng 4: Ngày Cộng hòa
- 21 tháng 6: Yhyakh, lễ mừng năm mới của người Sakha[51]

## Người nổi tiếng
- Platon Oyunsky, lãnh đạo đầu tiên của Cộng hòa Xã hội chủ nghĩa Xô viết Tự trị Yakut,[52] cha đẻ của nền văn học hiện đại Sakha